# Парламентські вибори в Нідерландах 2002
Парламентські вибори в Нідерландах відбулися 15 травня 2002 і принесли перемогу партії Християнсько-демократичний заклик.
Значного успіху на виборах досягла новостворена партія Список Піма Фортейна, яка у ході виборів гостро критикувала уряд Віма Кока, зокрема за імміграційну політику та дії уряду у галузі охорони здоров'я. У ході виборів партія обіцяла добиватися виселення усіх нелегальних іммігрантів з країни, жорсткий контроль за мусульманськими іммігрантами. Самого лідера партії було вбито 6 травня за дев'ять днів до виборів. Вперше потрапила до парламенту також права партія Придатні до життя Нідерланди.
Партія праці, що очолювала урядову коаліцію, зазнала на виборах поразки, втративши майже половину місць. 

## Результати голосування
Явка: 79.1%
| Партія                                 | Фронтмен партії     | Голоси    | %     | Місця | +/- |
| -------------------------------------- | ------------------- | --------- | ----- | ----- | --- |
| Християнсько-демократичний заклик      | Ян-Петер Балкененде | 2,653,723 | 27.9  | 43    | +14 |
| Список Піма Фортейна                   | Пім Фортейн         | 1,614,801 | 17.0  | 26    | +26 |
| Народна партія за свободу і демократію | Hans Dijkstal       | 1,466,722 | 15.4  | 24    | -14 |
| Партія праці                           | Ед Мелкерт          | 1,436,023 | 15.1  | 23    | -22 |
| Зелені ліві                            | Paul Rosenmöller    | 660,692   | 7.0   | 10    | -1  |
| Соціалістична партія                   | Ян Марійніссен      | 560,447   | 5.9   | 9     | +4  |
| Демократи 66                           | Thom de Graaf       | 484,317   | 5.1   | 7     | -7  |
| Християнський союз                     | Kars Veling         | 240,953   | 2.5   | 4     | -1  |
| Реформістська партія                   | Bas van der Vlies   | 163,562   | 1.7   | 2     | -1  |
| Придатні до життя Нідерланди           | Fred Teeven         | 153,055   | 1.6   | 2     | +2  |
| Всього                                 |                     | 9,501,152 | 100.0 | 150   |     |

Після виборів було створено коаліцію у складі партій Християнсько-демократичний заклик, Список Піма Фортейна та Народної партії за свободу і демократію, яка сформувала перший кабінет Балкененде. Уряд проіснував всього декілька місяців з 22 липня 2002 року по 16 жовтня 2002 року. Християнсько-демократичний заклик в черговий раз став учасником урядової коаліції після восьми років перебування в опозиції (1994-2002). Цей уряд, однак, працював найменший термін з усіх нідерландських кабінетів після Другої світової війни.